# Chrysolina turca
Chrysolina turca is een keversoort uit de familie bladkevers (Chrysomelidae). De wetenschappelijke naam van de soort werd in 1865 gepubliceerd door Léon Marc Herminie Fairmaire.